# Centro Cultural CajaGranada Memoria de Andalucía
El Centro Cultural CajaGranada Memoria de Andalucía se ubica en la zona suroeste de la ciudad de Granada. El Centro Cultural quedó formalmente inaugurado el 19 de mayo de 2009, por los entonces reyes de España, Juan Carlos I y Sofía.
El Centro Cultural CajaGranada Memoria de Andalucía es también la sede y el centro de operaciones de CajaGranada Fundación, así como su principal patrimonio, reuniendo en su interior una serie de instalaciones complementarias para dar forma gran parte de su oferta cultural y educativa. 

## Misión
Dentro de la programación de actividades del Centro Cultural CajaGranada Memoria de Andalucía, destacan las que tienen que ver con el arte y la cultura, ya que mediante la serie de exposiciones y las diversas actividades que propone al público en general, abre espacios que propicien la participación ciudadana. Como Centro Cultural, las artes son protagonistas y parte fundamental para establecer una conexión con el público, por lo que sus espacios interiores y exteriores tienen la característica de adecuarse y transformarse a las necesidades que requiera una manifestación artística específica, además de contar con una infraestructura que puede soportar instalaciones y medios audiovisuales. Una de sus principales características es el ámbito pedagógico, ya que sus recursos didácticos e  interactivos, promueven ofertas educativas óptimas destinadas a estudiantes de todos los niveles escolares.

## Conjunto arquitectónico
El Centro Cultural CajaGranada Memoria de Andalucía es un complejo arquitectónico diseñado y construido por el arquitecto villasoletano Alberto Campo Baeza, ganando el concurso que se convocó en el año de 1992.

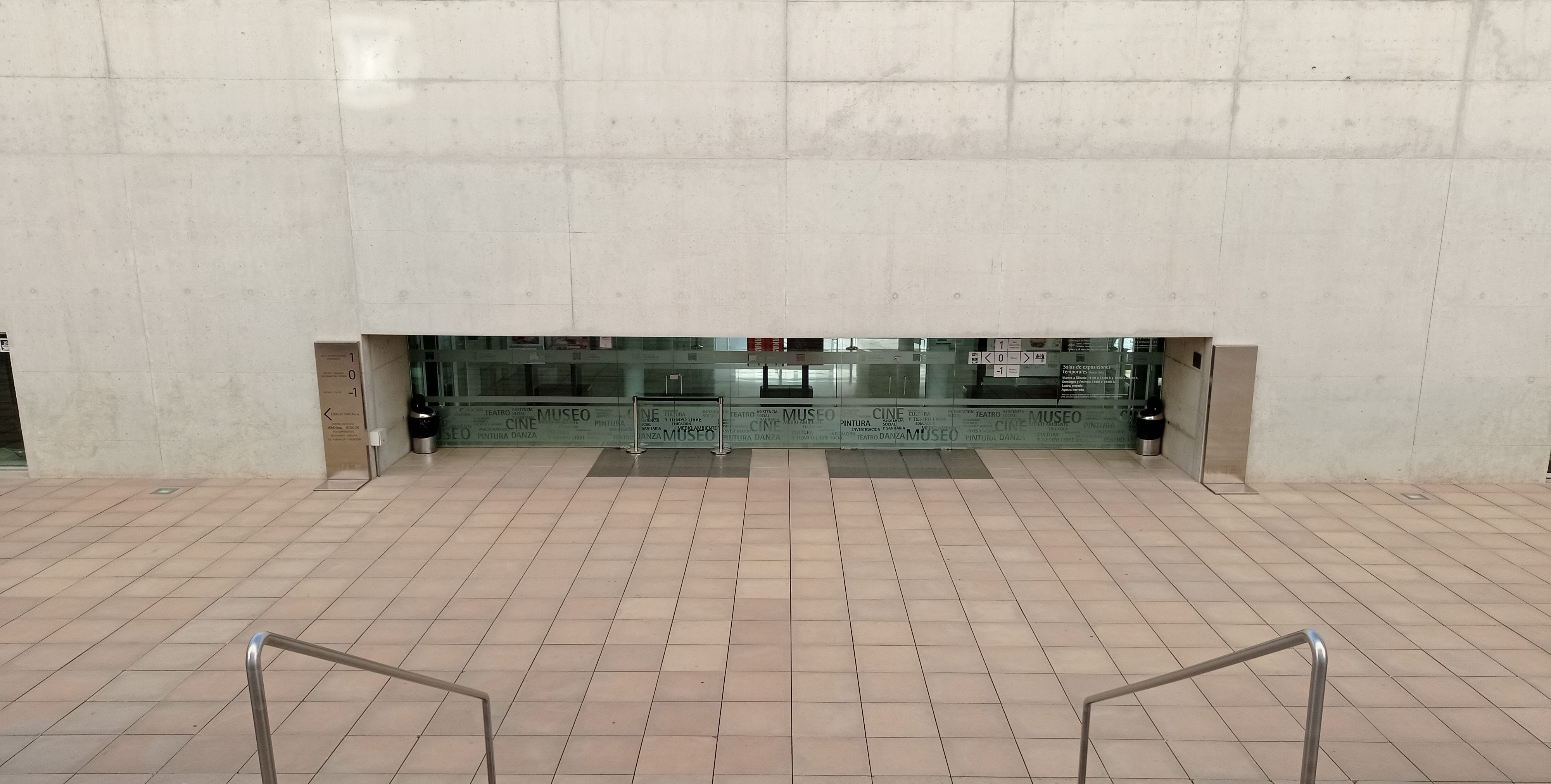
Acceso al Centro Cultural CajaGranada Memoria de Andalucía.

Comprende este conjunto dos edificios construidos con hormigón armado aparente, uno vertical  llamado “Edifico Pantalla” que es donde se ubican las oficinas administrativas de CajaGranada Fundación además de otras entidades y una cafetería; se distingue por ser una construcción muy esbelta, con apenas 6 metros de ancho por los 49 metros de altura, teniendo 10 niveles en total, dos por debajo del nivel de calle, su fachada orientada al noroeste está completamente ciega, es decir no presenta ventanas, solo se abre, frente a una plaza, un gran vano rectangular llamado “Puerta a la Cultura” que da acceso al Centro Cultural, y en el último piso un gran ventanal para el restaurante que alberga en este nivel permitiendo tener vistas panorámicas de la ciudad de Granada; su fachada sureste, a diferencia de la anterior, presenta pequeñas ventanas cuadradas para iluminar y ventilar los interiores del edificio, una escalinata que baja a una plaza vestibular y los accesos tanto de las oficinas con sus circulaciones verticales como son el ascensor y las escaleras, así como la entrada a la cafetería. La fachada principal expone una gran pantalla led publicitaria a la carretera Bailen-Motril, Circunvalación de Granada.
El otro edificio construido en sentido horizontal es el llamado “Edificio Podio”, de tres niveles en total, dos bajo el nivel de calle; tiene unas dimensiones de 114 metro de largo por 54 metros de ancho y de alto15,30 metros. En este Edificio se encuentran el Museo Memoria de Andalucía, todo gira en torno a él, siendo así el punto rector cultural del complejo arquitectónico. El resto de instalaciones son el teatro que es mutable, ya que con una capacidad de 300 butacas, el espacio puede transformarse, replegarlas y tener así un espacio libre para 800 personas, cuenta con todas los requerimientos tanto para teatro como para conciertos, barra, camerinos y guardarropa. Las diversas salas de exposiciones se ubican alrededor del patio central, el sótano contiene todos los talleres (danza, pintura, escultura, música, etc.) y recursos audiovisuales (estudio de grabación) y bodegas; la planta baja resguarda la administración, taquilla, tienda, mediateca y servicios. Al centro de este edificio se ubica un interesante patio elíptico con dos rampas helicoidales, el cual es un atractivo visual al visitante pues su diseño, se inspiró en el patio del Palacio de Carlos V ubicado en La Alhambra.
Entre el Edificio Pantalla y el Podio hay un espacio de transición o vestibular llamado “Plaza de las Culturas”, el cual también se adapta a los requerimientos culturales del Centro, ya sean exposiciones o medios audiovisuales como el cine.

## Museo Memoria de Andalucía

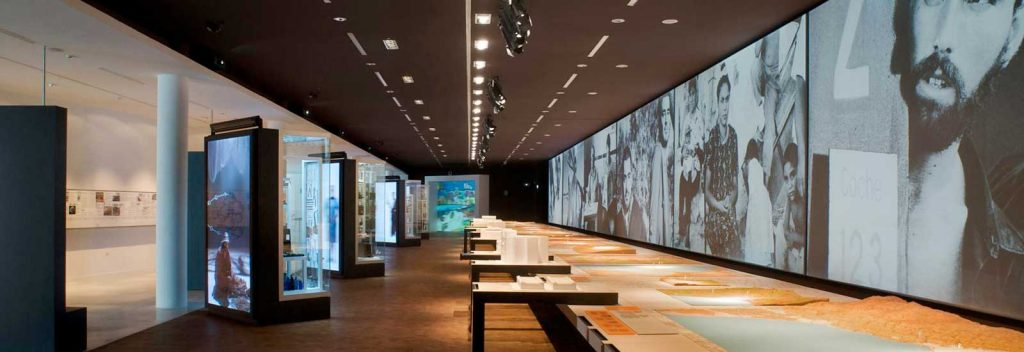
Interior del Museo Memoria de Andalucía.

Mención aparte es este Museo, inaugurado en el año 2009, su enfoque está en destacar la cultura de  la región de Andalucía en todos sus aspectos, mediante propuestas multimedia e interactivas, permite al visitante interactuar y adentrarse en el conocimiento paisajístico, biológico, productivo, social, económico, geográfico, histórico y artístico andaluz.
Su propósito es que, a partir del conocimiento histórico, la personas andaluzas se identifiquen con sus raíces, con su tierra y con su cultura, para así ser mejores en sociedad y tener una proyección positiva al futuro; por otro lado, el visitante ajeno a esta región de España conocerá y valorará la riqueza que Andalucía representa para la nación.
Cabe destacar que el Museo Memoria de Andalucía es de los primeros museos en España que se distinguen por el uso de recursos interactivos audiovisuales que le permiten al visitante tener una experiencia que estimule sus sentidos, ya sea por medio de proyecciones, pantallas táctiles, interacciones gestuales y materiales o texturas táctiles, las temáticas abordadas como la tierra, los pueblos, la gente, el arte y la cultura de Andalucía, pretende el Museo se hagan más cercanos al espectador.
Las propuestas educativas y culturales del Museo Memoria de Andalucía son aún mayores que solo el propio museo, pues abre toda una serie de actividades que son para todo público y para todos los niveles educativos, con lo cual pretende llegar al mayor público posible.